# تزوراس

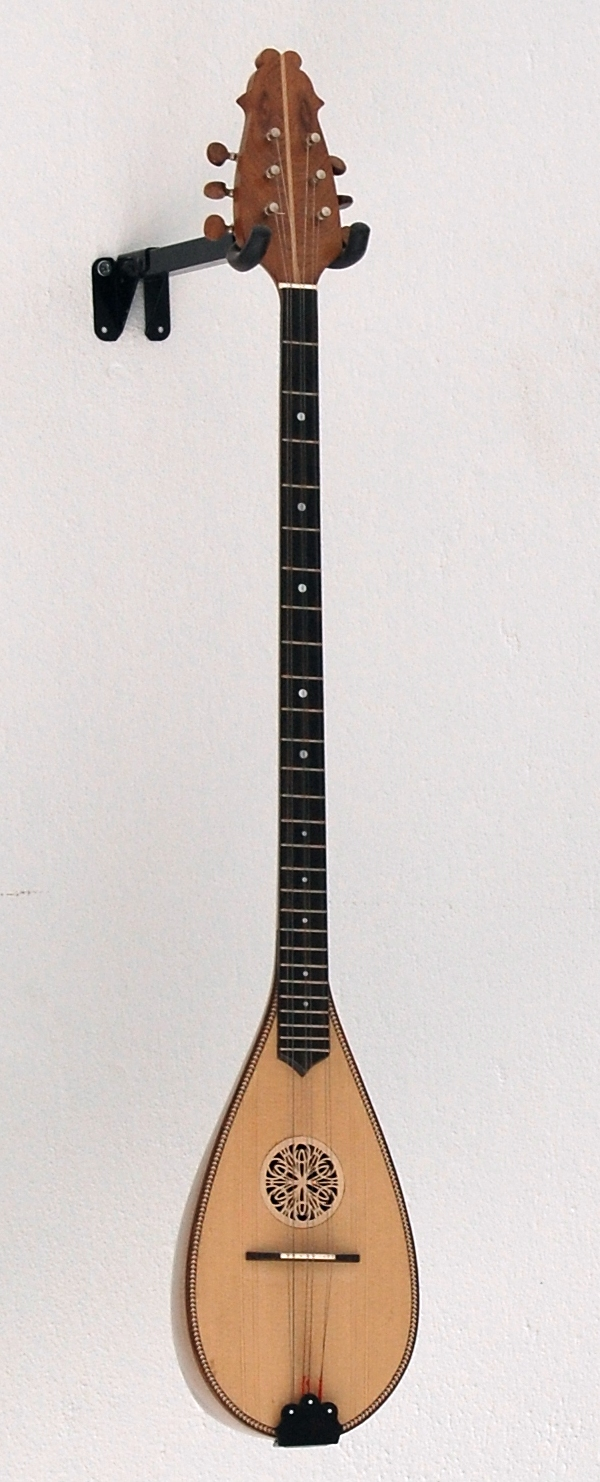

التزوراس (باليونانية: τζουράς)‏، آلة موسيقية وترية يونانية شبيهة بالبوزوكي. يرجع أصل اسمها إلى آلة الكيورا التركية. تحتوي على 6 أوتار معدنية في 3 طبقات مضبوطة على D3 D4, A3 A3, D4 D أوor D4 D3, A3 A3, D4 D4.